# Gunilla Ingves
Gunilla Ingves, född 25 september 1939 i Kisa, är en svensk författare, illustratör och tecknare. Hon har gett ut över trettio faktabilderböcker.

## Priser och utmärkelser
- 2006 – Elsa Beskow-plaketten[1]